# Kadri Lehtla
Kadri Lehtla, née le 3 mai 1985 à Talinn, est une biathlète estonienne. Elle a participé aux Jeux olympiques en 2010 et 2014.

## Biographie
Kadri Lehtla court diverses épreuves internationales de ski de fond à partir de 2002, avant de faire ses débuts internationaux en biathlon lors de la saison 2006-2007. Elle prend part à la Coupe du monde dès la saison suivante. Son premier résultat significatif intervient ce même hiver aux Championnats du monde d'Östersund, où elle se classe 20e du sprint.
Lors de la course d'ouverture de la saison 2013-2014 de Coupe du monde à Östersund, elle se classe 14e de l'individuel, ce qui restera son meilleur résultat dans l'élite.
Elle a aussi remporté un titre national en ski de fond en 2012.
Aux Jeux olympiques d'hiver de 2010, elle est 64e du sprint, 45e de l'individuel et 18e du relais.
Aux Jeux olympiques d'hiver de 2014, elle est 69e du sprint et 44e de l'individuel.

## Palmarès

### Jeux olympiques d'hiver
| Épreuve / Édition | Individuel | Sprint | Poursuite | Départ en ligne | Relais féminin | Relais mixte                     |
| Vancouver 2010    | 45e        | 64e    | -         | -               | 18e            | Épreuve inexistante à cette date |
| Sotchi 2014       | 44e        | 69e    | -         | -               | Non classée    | -                                |

- - : pas de participation à l'épreuve.
- : épreuve inexistante lors de cette édition.

### Championnats du monde
Son meilleur résultat individuel en mondial est une 20e place en sprint lors de l'édition 2008.
| Épreuve / Édition                  | Individuel                       | Sprint                           | Poursuite                        | Mass start                       | Relais                           | Relais mixte |
| Mondiaux 2008 Östersund            | 65e                              | 20e                              | 39e                              | -                                | 17e                              | 11e          |
| Mondiaux 2009 Pyeongchang          | 66e                              | 28e                              | 42e                              | -                                | 14e                              | 13e          |
| Mondiaux 2010 Khanty-Mansiïsk      | Épreuve inexistante à cette date | Épreuve inexistante à cette date | Épreuve inexistante à cette date | Épreuve inexistante à cette date | Épreuve inexistante à cette date | 16e          |
| Mondiaux 2011 Khanty-Mansiïsk      | 56e                              | 65e                              | -                                | -                                | 15e                              | 14e          |
| Mondiaux 2012 Ruhpolding           | 22e                              | 43e                              | 53e                              | —                                | 14e                              | 15e          |
| Mondiaux 2013 Nové Město na Moravě | 42e                              | 76e                              | -                                | -                                | 20e                              | 19e          |
| Mondiaux 2015 Kontiolahti          | 60e                              | 42e                              | 30e                              | -                                | 15e                              | 19e          |
| Mondiaux 2016 Holmenkollen         | -                                | 74e                              | -                                | -                                | -                                | 21e          |
| Mondiaux 2017 Hochfilzen           | 96e                              | 93e                              | -                                | -                                | 19e                              | 21e          |
| Mondiaux 2021 Pokljuka             | -                                | -                                | -                                | -                                | 17e                              | -            |

### Coupe du monde
- Meilleur classement général : 48e en 2012.
- Meilleur résultat individuel : 14e.

#### Différents classements en Coupe du monde
| Année     | Classement général final | Sprint | Poursuite | Individuel | Mass start |
| 2007-2008 | 69e                      | 54e    | -         | -          | -          |
| 2008-2009 | 66e                      | 59e    | 60e       | 69e        | -          |
| 2009-2010 | 66e                      | 54e    | 64e       | -          | -          |
| 2010-2011 | 67e                      | 68e    | 62e       | 65e        | -          |
| 2011-2012 | 48e                      | 56e    | 43e       | 26e        | -          |
| 2012-2013 | 77e                      | 91e    | -         | 42e        | -          |
| 2013-2014 | 78e                      | -      | -         | 26e        | -          |
| 2014-2015 | 64e                      | 72e    | 70e       | 40e        | -          |